# Maine zászlaja
Az állami címeren fehér fenyő (Pinus strobus) jelenik meg, az állam jelképe, amelyről a becenevét is kapta (Pine Tree State, azaz Fenyőfa-állam). A jávorszarvas, amely Maine területén őshonos, a hatalmas érintetlen erdőségek lakója.
A víz: a tenger. A kaszájára támaszkodó farmer a földművelésre utal, a horgonyra támaszkodó tengerész pedig a tengerre, a kereskedelemre és a halászatra. A csillag és a mottó (Dirigo, azaz „Irányt veszek”) arra utal, hogy a Sarkcsillag segítette a tájékozódásban a tengerészeket, a prémvadászokat és a telepeseket.